# Marinus van Rekum
Marinus Cornelis van Rekum (Arnhem, Gelderland, 7 de febrer de 1884 – Arnhem, 16 de novembre de 1955) va ser un esportista neerlandès que va competir a començaments del segle xx. Especialista en el joc d'estirar la corda, guanyà la medalla de plata als Jocs Olímpics de 1920 a Anvers. Era germà del també esportista Willem van Rekum.